# Список кинотеатров Еревана
Список кинотеатров Еревана: в нём приведены адреса, количество залов и посадочных мест в них, сайты, привязка к метро и торговым центрам.
Внимание! Данный список не является полным: Вы можете добавлять в него отсутствующие кинотеатры: если это для Вас затруднительно — просто сообщите, пожалуйста, в произвольной форме об отсутствующем в списке кинотеатре на странице «Обсуждение».

## Действующие
| Фото | Название                   | Год открытия          | Залы (мест)                                                             | Адрес                                             | Сайт                                 | Примечания                                                  |
|      | «Москва»                   | 1936                  | 4 (491, 352, 49, 35)                                                    | Площадь Ш. Азнавура ул. Абовян, 18                | www.moscowcinema.com                 | все фильмы на русском языке, за исключением отечественных   |
|      | «Наири»                    | 1920, 1952 (переехал) | 1 (229)                                                                 | Еритасардакан Проспект Маштоца, 50                | https://www.facebook.com/nairicinema | в прокате только отечественные фильмы                       |
|      | «Синема Стар Далма Гарден» | 2013                  | 6 (3 по 107, 2 по 48 и VIP 25)                                          | Цицернакабердское шоссе 3, ТРЦ «Далма Гарден Мол» | www.cinemastar.am                    | фильмы на русском и английском за исключением отечественных |
|      | «Айастан»                  | п/р 2015              | 3 (400, 150, VIP 30)                                                    | ул. Андраника, 74                                 | www.kinohayastan.am                  | все фильмы на русском языке, за исключением отечественных   |
|      | «KinoPark»                 | 2016                  | 6 ( 4 по 119, 1 Dolby Atmos на 125 и VIP 30, все залы 4K ULTRA HD и 3D) | Сасунци Давид ул Аршакуняц 34/3, ТРЦ «Ереван Мол» | www.kinopark.am                      | фильмы на русском и английском за исключением отечественных |
|      | «Синема Стар РИО»          | 2017                  | 4 (Dolby Atmos, D-BOX)                                                  | Дружба ул Ваграма Папазяна 8/2, ТРЦ «РИО»         | www.cinemastar.am                    | фильмы на русском и английском за исключением отечественных |
|      | «Синема Стар MegaMall»     | 2019                  | 4 (Dolby Atmos, D-BOX)                                                  | Нор-Норк, ул Сафарян 14, ТРЦ «Mega Mall Masiv»    | www.cinemastar.am                    | фильмы на русском и английском за исключением отечественных |

- п/р — после реконструкции

## Закрытые
- «Айреник» — ул. Аршакуняц. 38
- «Арагац» — ул. Алабяна, 18
- «Абовян» — 7 улица Канакера
- «Ани» — ул. Себастия 1
- «Ереван» — просп. Тиграна Меца, 6
- «Комитас» — ул. Комитаса, 45
- «Норк» - 1 район Норка
- «Октембер» — ул ?, 30
- «Пионер» — ул. Теряна, 19
- «Россия» — ул. Тиграна Меца, 14
- «Раздан» — ул. Киевян, 8
- «Сасунци Давид» — ул. Арцаха, 2
- «Севан» — ул. Таманцинер, 19
- «Урарту» —
- «Усанох» —ул.Давида Анахта 4
- «Эребуни» —

## Источник
- Книга «Старый Новый Ереван»